# محمد بهرامی سیف آباد
محمد بهرامی سیف آباد (زاده ۱۳۵۲ در شهرستان بویراحمد) سیاستمدار، پژوهشگر و استادیار تمام وقت دانشگاه و  نماینده حوزه انتخابیه بویراحمد، دنا و مارگون در دوره دوازدهم مجلس شورای اسلامی و نایب رییس کمیسیون انرژی است. از وی به‌عنوان شهردار پایتخت طبیعت ایران یاد میشود.

## نمایندگی مجلس
بهرامی در دوازدهمین انتخابات مجلس شورای اسلامی که در تاریخ ۱۱ اسفند ۱۴۰۲ برگزار شد، با کسب ۷۱ هزار و ۷۴۷ رای از مجموع ۱۸۸ هزار و ۴۵۲ رای ماخوذه، از حوزه انتخابیه بویراحمد، دنا و مارگون از استان کهگیلویه و بویراحمد وارد مجلس شورای اسلامی شد. او پس از عضویت در دوره دوازدهم مجلس، به عنوان دبیر اول شعبه ۱۲ مجلسو نائب رئیس کمیسیون انرژی  معرفی شد.

## شهردار یاسوج
بهرامی در تاریخ ۱۷ خرداد ۱۳۸۶ طی حکمی از سوی مصطفی پورمحمدی به عنوان شهردار یاسوج انتخاب شد، او در تاریخ ۸ تیر ۱۳۹۰ از این سمت استعفا داد.